# 아우구스트 비트겐슈타인

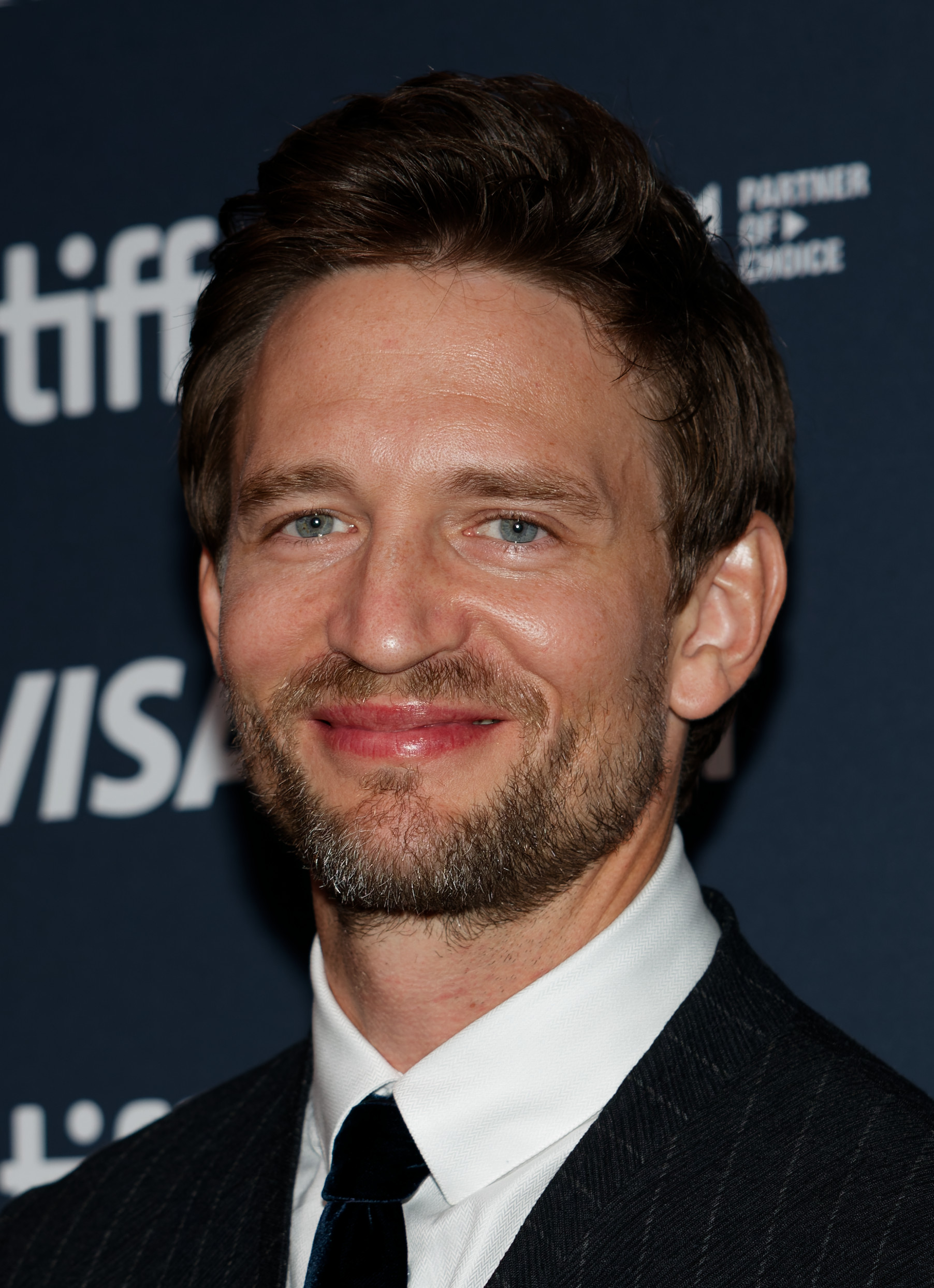

아우구스트 비트겐슈타인(독일어: August Wittgenstein, 1981년 1월 22일 ~ )은 독일과 스웨덴의 배우이다.

## 영화
- 쉘터 (2017년)
- 더 마우스 (2017년)
- 오픈 데저트 (2013년)
- 더 콩그레스 (2013년) - 트래비스 역
- 루드비히 2세 (2012년)
- 아발론 (2012년)
- 그레이브 던 (2010년)
- 천사와 악마 (2009년)